# Илбесхајм (Донерсберкрајс)
Илбесхајм (њем. Ilbesheim) општина је у њемачкој савезној држави Рајна-Палатинат. Једно је од 81 општинског средишта округа Донерсберг. Према процјени из 2010. у општини је живјело 506 становника. Посједује регионалну шифру (AGS) 7333031.

## Географски и демографски подаци
Илбесхајм се налази у савезној држави Рајна-Палатинат у округу Донерсберг. Општина се налази на надморској висини од 297 метара. Површина општине износи 6,1 km². У самом мјесту је, према процјени из 2010. године, живјело 506 становника. Просјечна густина становништва износи 83 становника/km².